# Phoradendron robinsonii
Phoradendron robinsonii är en sandelträdsväxtart som beskrevs av Ignatz Urban. Phoradendron robinsonii ingår i släktet Phoradendron och familjen sandelträdsväxter. Inga underarter finns listade i Catalogue of Life.